# Gaetano Kanizsa
Gaetano Kanizsa (18 août 1913 - 13 mars 1993) est un psychologue italien. Il a défini par exemple le motif de Kanizsa.

## Publication de et sur Gaetano Kanizsa
- 1979: Organization in Vision: Essays on Gestalt Perception. New York: Praeger
- 1980: Grammatica del vedere. Bologna: Il Mulino.
- 1984: Conoscenza E Struttura. Festschrift Per Gaetano Kanizsa (Walter Gerbino Ed). Bologna: Il Mulino.
- 2003: The Legacy of Gaetano Kanizsa in Cognitive Science, ed. by Liliana Albertazzi. Axiomathes, Special Issue 3-4/2003.
- 2005: Zur Aktualität des Werkes von W. Metzger (Übersetzung aus dem Italienischen). Gestalt Theory 27 (3/2005), 184-203.